# Ludovic Turpin
Pour les articles homonymes, voir Turpin.
Ludovic Turpin, né le 22 mars 1975 à Laval, est un coureur cycliste français. Ancien membre des équipes professionnelles Saur-Sojasun et AG2R Prévoyance, il porte ensuite les couleurs du Vélo Club de Grand-Case (VCG) à Saint-Martin, dans les petites Antilles.

## Biographie
Membre du CC Étupes dans les rangs amateurs, Ludovic Turpin remporte le championnat de France amateurs en 1999. Il passe professionnel en 2000 dans l'équipe AG2R Prévoyance. Il en reste membre jusqu'en 2010.
Bon grimpeur, il s'illustre en particulier en 2006 en remportant à Briançon une étape du Critérium du Dauphiné libéré. Mais il chute lourdement le lendemain et se casse le col du fémur, ce qui le prive de Tour de France. L'année suivante, il termine à la vingtième place du Tour d'Espagne.
Non conservé chez AG2R Prévoyance fin 2010 malgré de belles performances en fin de saison, il s'engage pour un an chez Saur-Sojasun. Blessé une bonne partie de l'année, son contrat n'est de nouveau pas prolongé par ses dirigeants et il met un terme à sa carrière professionnelle.
Il court en 2012 pour l'Union sportive cycliste de Goyave, en Guadeloupe. En août, mis en balance avec le Colombien Edwin Sánchez (pour être en conformité avec le règlement), il est toutefois choisi, par ses dirigeants, pour disputer le Tour de Guadeloupe, épreuve de l'UCI America Tour 2012 et course la plus importante du calendrier de France d'outre-mer. Il domine la compétition grâce à sa victoire dans le contre-la-montre de l'avant-dernier jour, puisque seul, son dauphin, Bruno Langlois termine à moins de cinq minutes au classement général. Il s'adjuge, aussi, trois étapes et les classements par points et du combiné de cette édition 2012.
En 2013, Ludovic Turpin rejoint l'équipe du Vélo Club de Grand-Case (VCG) à Saint-Martin, dans les petites Antilles. Il remporte le classement général du Tour de Marie-Galante et trois étapes du Tour de Guadeloupe ainsi que plusieurs autres courses sous ses nouvelles couleurs.

## Palmarès
- 1995
  - 2e du Circuit du Bocage vendéen
- 1996
  - Tour du Canton d'Authon-du-Perche
- 1997
  - 1 étape des Boucles de la Mayenne
- 1998
  - Circuit de Saône-et-Loire :
    - Classement général
    - 2e étape

  - 2e étape du Tour Nord-Isère
  - 3e étape de la Flèche Charente limousine
  - 2e des Boucles de la Mayenne
  - 3e de Tarbes-Sauveterre
  - 3e de la Flèche Charente limousine
  - 3e de la Ronde mayennaise
- 1999
  -  Champion de France amateurs sur route
  - Boucles de l'Océan
  - Flèche Charente limousine :
    - Classement général
    - 1 étape

  - 1 étape des Boucles de la Mayenne
  - 1 étape des Boucles de la Meuse
  - 1 étape des Boucles de l'Essonne
  - 1 étape du Tour de la Porte Océane
  - 2e étape du Tour du Tarn-et-Garonne
  - 3e étape du Tour Nord-Isère
  - 3e étape du Tour de la Somme
  - 2e du Trio normand
  - 3e du Grand Prix de Saint-Hilaire-du-Harcouët
  - 3e du Tour Nord-Isère
  - 3e du Grand Prix de Monpazier
- 2001
  - 3e du Tour de la province de Lucques
- 2002
  - 2e de Paris-Camembert
  - 3e du Tour de l'Ain
- 2003
  - 3e étape du Tour de l'Ain
  - 2e étape de la Route du Sud
- 2004
  - 2e étape du Circuit de la Sarthe
- 2005
  - Grand Prix de Rennes
  - 2e de la Polynormande
  - 2e du Tour de l'Ain
- 2006
  - 5e étape du Critérium du Dauphiné libéré

- 2007
  - 1re étape du Circuit de Lorraine
  - 2e du Tour de l'Ain
- 2009
  - 3ea étape du Tour de l'Ain
- 2012
  - Tour de Guadeloupe :
    - Classement général
    - 2eb, 5e et 8eb étapes

  - Grand Prix du Conseil Général :
    - Classement général
    - 3eb étape

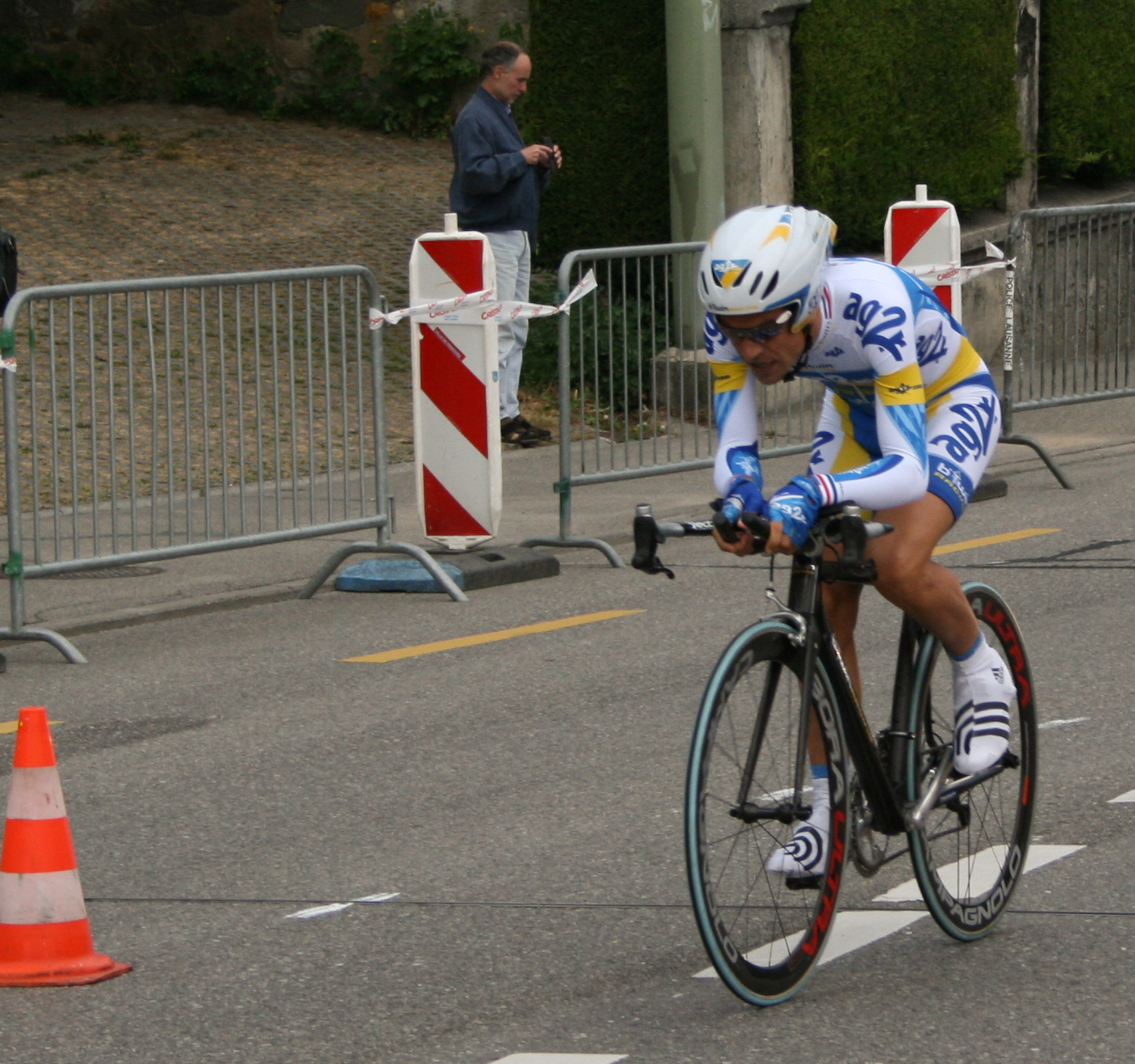
Prologue du Tour de Romandie 2007.

  - 2e étape des Six Jours du Crédit Agricole
  - Grand Prix de Gosier
  - Mémorial Jean-Philippe Azar
  - Mémorial Sonore Ursule
  - 2e du championnat de Guadeloupe des grimpeurs
  - 2e du Grand Prix de la Réconciliation
  - 3e du Tour de Marie-Galante
- 2013
  - 2e étape du Grand Prix Nagico 2 Nagico Assurances
  - 2e étape du Mémorial Paulin Chipotel
  - 2e étape du Grand Prix de la Sainte-Trinité
  - Trophée de la Caraïbe :
    - Classement généra
    - 1re et 2e étapes

  - Tour de Marie-Galante :
    - Classement général
    - 4eb étape (contre-la-montre)

  - 2eb, 6e et 8eb étapes du Tour de Guadeloupe
  - 2e du Grand Prix Nagico 2 Nagico Assurances
  - 3e du championnat de Guadeloupe
- 2014
  - Classement général du Mémorial Paulin Chipotel
  - Grand Prix Capès
  - 2e étape du Tour de Marie-Galante
  - 20 Tours de Périnet
  - 3e du Tour de Martinique
- 2015
  - 5e étape du Grand Prix de la CANBT
  - Grand Prix du Conseil départemental de Guadeloupe :
    - Classement général
    - 2e étape

  - Grand Prix de Trois-Rivières :
    - Classement général
    - 1rea, 1reb (contre-la-montre) et 2e étapes

  - Championnat de Guadeloupe
- 2016
  - 2e étape du Grand Prix de la CANBT
  - Mémorial Félix Proto :
    - Classement général
    - 2e étape

  - 3e étape du Grand Prix du Conseil départemental de Guadeloupe
  - Championnat de Guadeloupe
  - 2e du Grand Prix de la CANBT
- 2017
  - 5e étape de la Vuelta a la Independencia Nacional
  - Grand Prix Concorde II
  - Grand Prix de Trois-Rivières :
    - Classement général
    - 1reb étape (contre-la-montre)

  - 2e étape du Grand Prix Waren Errin
  - 2e étape du Championnat de France des outre-mer

## Résultats sur les grands tours

### Tour de France
5 participations
- 2001 : 78e
- 2002 : 71e
- 2003 : 91e
- 2005 : 96e
- 2007 : 44e

### Tour d'Italie
1 participation
- 2010 : 67e

### Tour d'Espagne
3 participations
- 2007 : 20e
- 2009 : 64e
- 2010 : 23e

## Classements mondiaux
| Année                  | 2005 | 2006 | 2007 | 2008 | 2009 | 2010 | 2011 | 2012 | 2013 | 2014 |
| ---------------------- | ---- | ---- | ---- | ---- | ---- | ---- | ---- | ---- | ---- | ---- |
| Classement ProTour     |      | 182e | 204e |      |      |      |      |      |      |      |
| Calendrier mondial UCI |      |      |      |      | 214e |      |      |      |      |      |
| UCI America Tour       |      |      |      |      |      |      |      | 18e  |      | 225e |
| UCI Europe Tour        | 31e  |      |      |      |      |      |      |      | 469e |      |